# 須藤南翠
須藤 南翠（すどう なんすい、安政4年11月3日（1857年12月18日） - 大正9年（1920年）2月4日）は、伊予国宇和島出身の小説家・新聞記者。本名は須藤 光暉（すどう みつあき）。妻は矢野龍渓の姪である小林シズ。息子は建築家の眞金、孫に詩人の須藤伸一がいる。

## 経歴
宇和島藩御目付役御軍使須藤但馬の次男として生まれる。幼名孟（たけし）。但馬はしばしば江戸御留守詰を勤め、孟も多く江戸麻布の藩邸に置かれた。明治になって宇和島に帰り、藩校明倫館に学ぶが、時勢に応じて教科が漢書から皇典、翻訳書、英書、国史と変転するのに、松山師範学校に転じる。八幡浜小学校に勤めるが、ほどなく土屋郁之助の偽名で東京に奔出。放浪生活を経て、1877年に弾直樹と新平民学校設立を企画するが失敗する。
翌1878年に『有喜世新聞』（後の開花新聞、改進新聞）が発刊されると探訪社員として入社、やがて編輯となり、つづきもの（新聞小説）を執筆。当時の高橋お伝事件を当て込んだ、仮名垣魯文風の「夜嵐お絹」「新藁おみな」「茨木お滝」などの毒婦伝が人気を得て、読売新聞上の饗庭篁村や、岡本起泉とともに若手記者の三才子と言われた。1883年に『有喜世新聞』が廃刊になって、『開花新聞』に『千代田刃傷』『黄金花籠』を連載して人気となり、中島座で片岡我当、中村時蔵らによって演じられたのも評判となった。続いて『春色日本魂』、立憲改進党の立場による矢野龍渓風の政治小説『緑簑談』（『改進新聞』1886年6月1日-8月12日）、『痴人の夢』、『新粧之佳人』（『改進新聞』1886年9月29日-12月9日）が大いに人気となった。
1889年、饗庭篁村らとともに文芸雑誌『新小説』を創刊し、これに毎号執筆、またこの年に南翠小説集である『こぼれ松葉』を月2冊ずつ刊行するようになる。
1892年、大阪朝日新聞に招かれて大阪に移った。山師めいた広告は載せない、読み物も講談物は載せず小説も社外からは買わないなど、硬派の編集方針で、新聞の品格は大阪毎日に比べ大いに上がったが、堅苦しい紙面で販売店から苦情が出るに至った。また、懇意の役者を贔屓する劇評が横行していたため、役者からの接待等を一切禁じ、記事も無署名にするなどした。大阪ではあまり人気は出なかったが、『英一蝶』を中村鴈治郎が演じて当りを取った。執筆は徐々に減り、1902年に脳溢血で倒れて酒と煙草をやめて仕事もさらに減らす。1903年に大阪朝日新聞をやめて東京に戻り、『東京朝日新聞』他の新聞につづきものを掲載、また金尾文淵堂の企画「高僧伝叢書」に力を入れた。1914年（大正3年）には「家光の初恋」が澤村宗十郎によって帝劇で演じられた。
1917年頃から糖尿病、動脈硬化症にかかる。『土居通夫伝』執筆を土居剛吉郎に依頼されて、たびたび大阪に通い、1919年に土居邸で倒れて、翌春に同地にて没した。墓所は青山霊園(1イ1-6～8)
1888年に発表した『殺人犯』は、黒岩涙香の創作探偵小説『無惨』（1889年）よりも1年早く書かれており、日本の探偵小説の嚆矢とされる。

## 作品
- 『千代田刃傷』1883年（『開花新聞』掲載）
- 『新説黄金廼花籠』1885年
- 『結城合戦花鍬形』1885年 改新新聞
- 『春色日本魂』1885年
- 『雨窓漫筆 緑簑談』1886年
- 『痴人の夢』1887年
- 『春暁撹眠痴人之夢』1887年
- 『新粧之佳人』1887年 正文堂
- 『雛黄鸝』1888年 正文堂
- 『うつし絵』1888年 正文堂
- 『處世冩眞 緑箕談』1888年 正文堂
- 『殺人犯』1888年 正文堂
- 『慨世悲歌 照日葵』1888年 春陽堂　；　南翠の歴史小説の集大成。矢野龍渓『経国美談』の影響が見られる[5]。
- 『朧月夜』1889年 同好会（『新小説』掲載）
- 『心中』1889年（『華錦』掲載）
- 『唐松操』1889年 文昌堂
- 『隠君子』1889年 春陽堂（『こぼれ松葉』掲載）
- 『みなし児』1889年 春陽堂（『こぼれ松葉』掲載）
- 『金香露』1889年（『小説萃錦』掲載）
- 『旭章旗』1889年 春陽堂（『こぼれ松葉』掲載）
- 『冬木立』1889年 同好会（『新小説』掲載）
- 『隠君子』1889年
- 『異裡子日衣』1890年 同好会（『新小説』掲載）
- 『新編破魔弓』1890年 （『国民之友』掲載）
- 『満春露』1890年 春陽堂（『こぼれ松葉』掲載）
- 『行路難』1890年 春陽堂（『こぼれ松葉』掲載）
- 『雛遊び』1890年 春陽堂（『こぼれ松葉』掲載）
- 『万春楽』1890年 春陽堂（『こぼれ松葉』掲載）
- 『女塚』1890年（『都の花』掲載）
- 『鎌倉武士』1890年（『新作十二番』掲載）
- 『罔両』1891年 民友社（『国民之友』1890年、『第二国民小説』1891年掲載）
- 『千人斬』1891年（『都の花』掲載）
- 『臥待月』1891年 春陽堂（『聚芳十種』掲載）
- 『江戸自慢男一疋』1891年 金港堂（脚本）
- 『あら海実一』1892年 春陽堂
- 『土佐日記千曳磐』1892年
- 『黄衣香』1892年
- 『草鞋記程』1892年
- 『文学狂』1893年 図書出版株式会社（『改新新聞』1892年掲載「非文人」から改題）
- 『試金石』1893年 金桜堂
- 『江戸小町』1893年 弘文館
- 『五月闇』1893年（『大阪朝日新聞』掲載）
- 『現世相』1893年（『大阪朝日新聞』掲載）
- 『薫衣香』1893年
- 『常陸帯』1894年 春陽堂（『小説百家選』掲載）
- 『かたみの松風』1894年（『大阪朝日新聞』掲載）
- 『磐桃海鶴』1895年（『文芸倶楽部』掲載）
- 『五月闇』1895年（『文芸倶楽部』掲載）
- 『吾妻錦絵』1895年（『太陽』掲載）
- 『夢魂』1895年（『大阪朝日新聞』掲載）
- 『ぬれぎぬ』1895年（『大阪朝日新聞』掲載）、1897年 春陽文庫
- 『当世息子』1896年 駸々堂（『大阪朝日新聞』1895年掲載「優兵士」改題）
- 『黄金窟』1896年（『大阪朝日新聞』掲載）
- 『今様水鏡』1896年（『文芸倶楽部』掲載）
- 『蘆のかりね』1897年 春陽堂（『新小説』掲載）
- 『英一蝶』1897年 青木嵩山堂（脚本、『新作文庫』掲載）
- 『甘露』1897年 春陽堂（『新小説』掲載）
- 『玉箒』1898年（『明治小説文庫』掲載）
- 『髪結松』1900年 駸々堂
- 『大探険』1902年
- 『間一髪』1905年 金尾文淵堂（『東京朝日新聞』掲載）
- 『鏡中蛇』1906年 樋口隆文館（『趣味』掲載）
- 『狂瀾』1907年（『東京朝日新聞』掲載）
- 『行春』1907年（『文芸倶楽部』掲載）
- 『わくら葉』1907年（『女鑑』掲載）
- 『ゆるさぬ関』1907年（『東京朝日新聞』掲載）
- 『山崩』1908年 政教社（『日本及日本人』掲載）
- 『榎木淵』1908年 如山堂
- 『旧盧ノ梅』1908年（『女鑑』掲載）
- 『新代議士』1908年（『女鑑』掲載）
- 『愚禿親鸞』1909年 金尾文淵堂
- 『空海』1910年 金尾文淵堂
- 『法然上人』1911年 金尾文淵堂
- 『蓮如上人』1912年 金尾文淵堂
- 『愛妻』1912年（『淑女画報』掲載）
- 『明治天皇御伝』1912年 金尾文淵堂
- 『闇のうつゝ』1913年 樋口隆文館（『東京朝日新聞』1906年掲載）
- 『日かげ者』1913年（『日本の婦人』掲載）
- 『浮木舟』1913年
- 『山本権兵衛』1914年（『文芸倶楽部』掲載）
- 『石山合戦』1914年 新潮社
- 『平和の犠牲』1915年（『文芸倶楽部』掲載）
- 『大炊殿橋』1915年（『講談倶楽部』掲載）
- 『赤坂溜池』1916年（『講談倶楽部』掲載）
- 『大僧正天海』1916年 冨山房
- 『生肉一臠』1917年（『講談倶楽部』掲載）
- 『坪内五郎左』1917年（『講談倶楽部』掲載）
- 『名残の花』1917年（『史談文芸』掲載）
- 『祝言を前に』1918年（『面白倶楽部』掲載）
- 『達人と妙手』1918年（『面白倶楽部』掲載）
- 『写真三人女』1918年（『講談倶楽部』掲載）
- 『新妻』1918年 樋口隆文館
- 『討入の前夜』1918年（『ポケット』掲載）
- 『手束弓』1918年（『ポケット』掲載）
- 『復讐菖蒲刀』1919年（『演劇講談界』掲載）
- 『お菊の怨霊』1919年（『講談倶楽部』掲載）
- 『萩江夫人』1919年 樋口隆文館
- 『畸雄伝』1919年（『講談倶楽部』掲載）
- 『一番鎗』1919年（『ポケット』掲載）
- 『橋本平左衛門』1919年（『ポケット』掲載）
- 『多田加助』1920年（『ポケット』掲載）